# Алжир (филм)
Алжир (енгл. Algiers) је амерички драмски филм из 1938. године, режисера Џона Кромвела, према сценарију који је написао Џон Хауард Лосон. Представља римејк француског филма Пепе ле Моко (1937), који је заснован на истоименом роману Анрија ла Барта. Главне улоге у филму тумаче Чарлс Бојер, Сигрид Гури, Хеди Ламар и Алан Хејл Старији, а радња прати француског крадљивца драгуља који се крије у Алжиру, где упознаје прелепу француску туристкињу.
Филм Алжир постао је сензација јер је представљао холивудски деби Хеди Ламар. Посебно је значајан као извор инспирације за сценаристе филма Казабланка из 1942. године, који су оригинално замислили Хеди Ламар као главну женску улогу. Године 1966, филм је ушао у јавно власништво у Сједињеним Америчким Државама јер носиоци ауторских права нису обновили регистрацију у 28. години након објављивања.

## Радња
Пепе ле Моко је озлоглашени лопов који је, након своје последње велике пљачке, побегао из Француске у Алжир. Од тада је постао становник и вођа огромне Казбе, или „домородачке четврти” алжирске престонице. Француски званичници, који стижу са намером да ухвате Пепеа, наилазе на равнодушне локалне детективе који се ослањају на стрпљивији приступ, предвођени инспектором Слиманом.
Пепе почиње да се осећа све заробљенијим у свом уточишту које све више личи на затвор, а тај осећај додатно се појачава након што упозна прелепу Габи, туристкињу из Француске. Његова љубав према Габи убрзо буди љубомору код Инес, његове алжирске љубавнице.

## Улоге
| Глумац            | Улога                  |
| ----------------- | ---------------------- |
| Чарлс Бојер       | Пепе ле Моко           |
| Сигрид Гури       | Инес                   |
| Хеди Ламар        | Габи                   |
| Џозеф Калеја      | инспектор Слиман       |
| Алан Хејл Старији | Грандер                |
| Џин Локхарт       | Регис                  |
| Волтер Кингсфорд  | главни инспектор Левен |
| Пол Харви         | комесар Жанвије        |
| Стенли Филдс      | Карлос                 |
| Џони Даунс        | Пјеро                  |
| Чарлс Д. Браун    | Макс                   |
| Роберт Грејг      | Жиро                   |
| Леонид Кински     | Л’Арби                 |
| Џоун Вудбери      | Аиша                   |
| Нина Кошиц        | Танија                 |
| Клодија Дел       | Мари                   |
| Бен Хол           | Жил                    |
| Берт Роуч         | Бертје                 |